# Vincė Vaidevutė Margevičienė
Vincė Vaidevutė Margevičienė (ur. 12 maja 1949 w obwodzie irkuckim w Rosji) – litewska polityk, z wykształcenia biochemik i administratywista, posłanka na Sejm litewski.

## Życiorys
Urodziła się na Syberii w rodzinie politycznych zesłańców, gdzie rok później zmarł jej ojciec. Dopiero w 1960 przyjechała z matką na Litwę.
W 1972 ukończyła nauki przyrodnicze (ze specjalnością w zakresie biologii i chemii) na Uniwersytecie Wileńskim. W 1999 została absolwentką studiów z zakresu administracji publicznej na Uniwersytecie Technicznym w Kownie. W latach 1968–1972 pracowała w instytucie biochemii Litewskiej Akademii Nauk. Następnie do 1995 była zatrudniona w laboratoriach różnych przychodni onkologicznych.
W 1990 zaangażowała się w działalność polityczną, przystępując do nowo powołanego Litewskiego Związku Więźniów Politycznych i Zesłańców. W okresie 1995–2001 zasiadała w radzie miejskiej Kowna. Do 1997 zajmowała stanowisko zastępcy mera tego miasta. Następnie przez siedem lat pracowała w administracji miejskiej jako dyrektor departamentu do spraw socjalnych, kultury i edukacji.
W 2004 została działaczką Związku Ojczyzny, do którego przyłączyło się jej dotychczasowe ugrupowanie. W tym samym roku z listy konserwatystów uzyskała mandat posła na Sejm. W 2007 zastąpiła dotychczasowego przywódcę LPKTS Povilasa Jakučionisa na funkcji powołanej w ramach TS frakcji więźniów politycznych i zesłańców.
W wyborach w 2008 utrzymała mandat deputowanej na kolejną kadencję, pokonując w swoim okręgu w II turze kandydata Ruchu Liberalnego. W 2012 z powodzeniem ubiegała się o reelekcję, zasiadając w Sejmie do 2016.